# المولدي الزواوي
المولدي الزواوي هو سياسي تونسي.

## السيرة الذاتية
عين المولدي الزواوي في منصب كاتب دولة لدى وزير الاقتصاد الوطني مكلف بالصناعة والتجارة في 11 أبريل 1989، في حكومة الهادي البكوش ثم في حكومة حامد القروي، قبل أن يعين في 20 فبراير 1991 في منصب وزير الفلاحة في نفس حكومة القروي حتى 15 يونيو 1993.